# Palacio Favorite

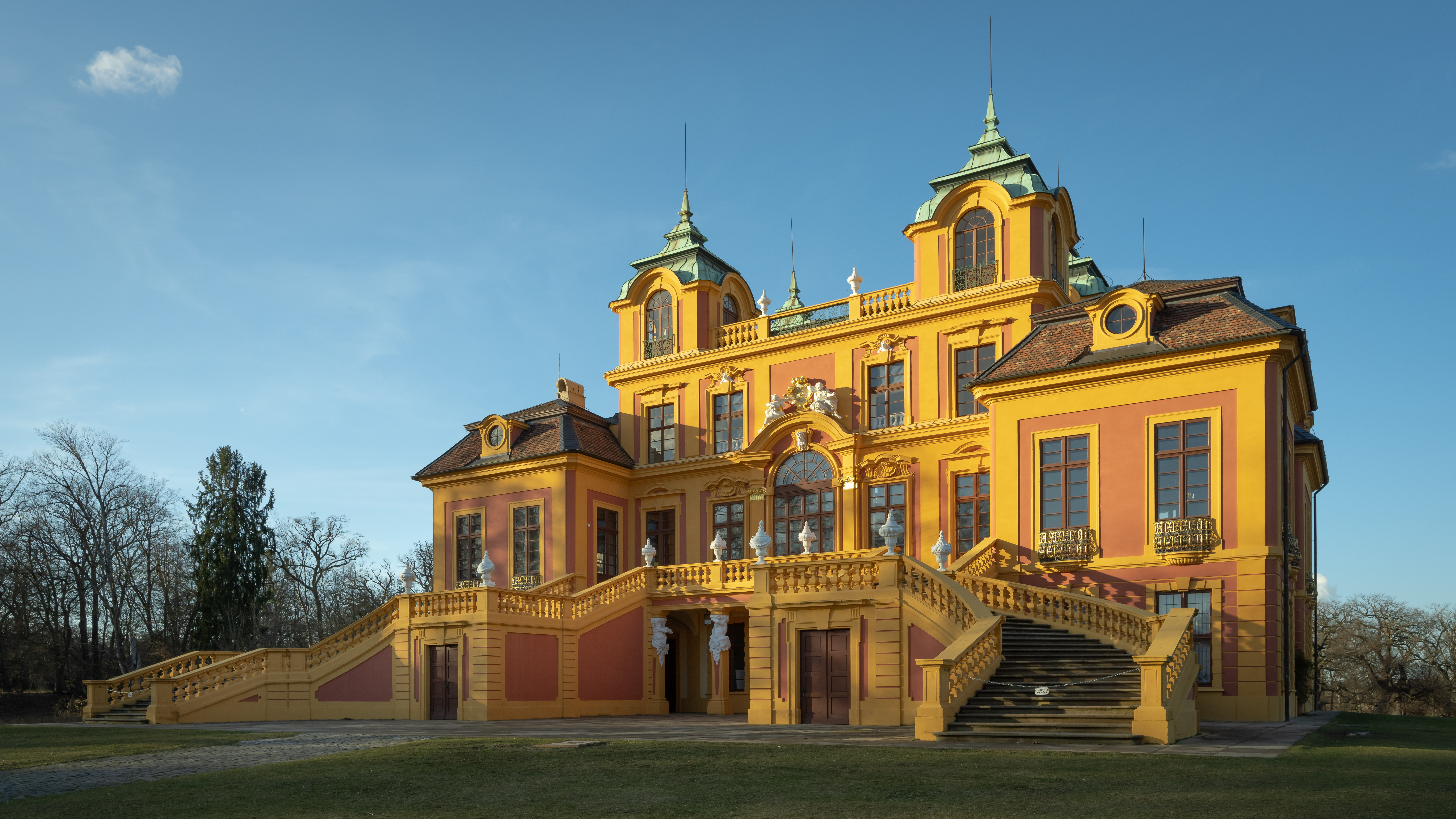
Schloss Favorite, frente.

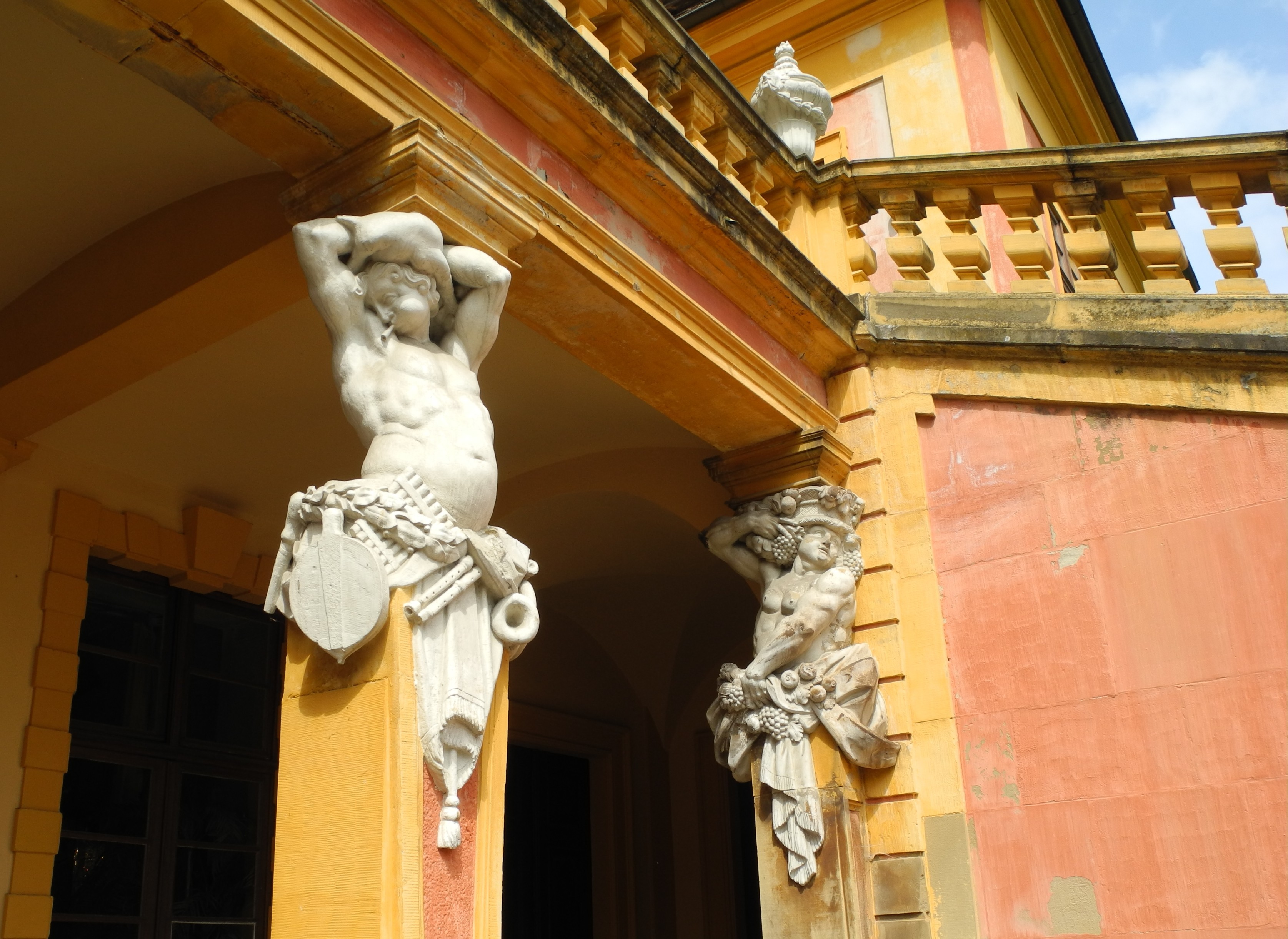
Detalles del frente.

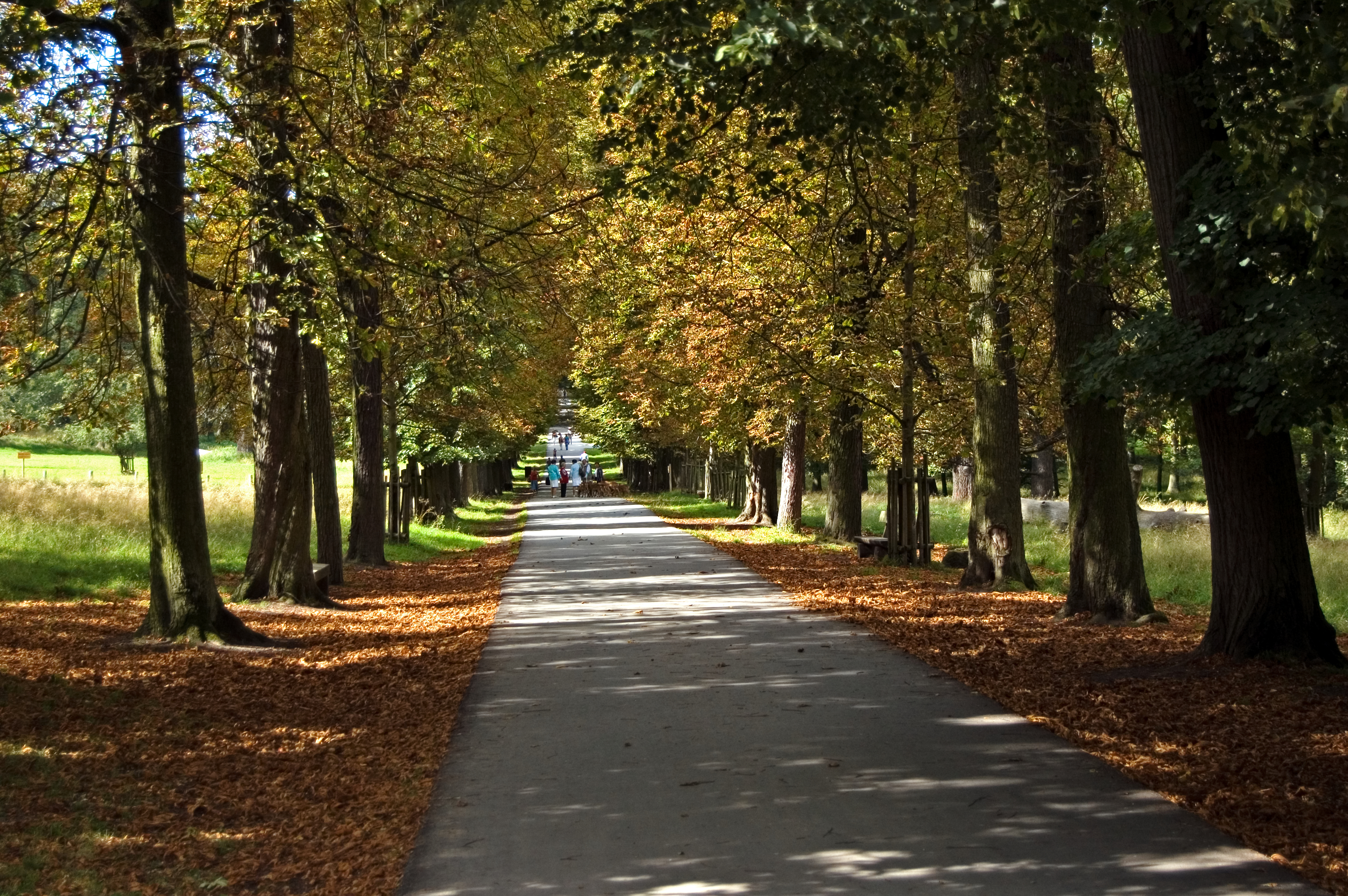
Avenida a través del parque del Favorite.

El palacio Favorite (en alemán: Schloss Favorite) es una maison de plaisance barroca y pabellón de caza en Ludwigsburg, Baden-Wurtemberg, Alemania. Se localiza en una colina, directamente al norte del palacio de Ludwigsburg.

## Historia
Fue construido entre 1717 y 1723 por el duque Eberardo Luis de Wurtemberg, según un diseño de Donato Giuseppe Frisoni. El modelo fue el Gartenpalais de Viena. El plan original preveía combinar las funciones de un castillo de caza, rodeado por un gran parque y terrenos de caza, y una casa de campo con una hermosa vista. En 1748, sirvió de telón de fondo para un grandioso espectáculo de fuegos artificiales organizado con motivo de la boda de Carlos Eugenio, duque de Württemberg y la princesa margravina Isabel Federica Sofía de Brandenburg-Bayreuth.
Desde 1806, el rey Federico I de Wurtemberg convirtió el parque en un zoológico exótico (ménagerie), incluyendo jabalíes, ciervos y gamuzas, y la casa se utilizó como pabellón de caza. Casi al mismo tiempo, el arquitecto Nikolaus Friedrich von Thouret renovó el interior del edificio en estilo neoclásico.
En el siglo XX, la mansión fue abandonada y cayó en mal estado. Fue restaurada a partir de 1980 y abierta al público en 1983. El parque se ha transformado en un jardín paisajístico, que desde entonces ha servido como parque de animales. Hoy, las habitaciones del castillo originalmente amuebladas dan una idea de la vida cortesana.

### Uso moderno
Schloss Favorite es de propiedad estatal, bajo el control de los castillos y parques estatales de Baden-Württemberg. Está abierto al público, incluido con una visita guiada al palacio principal.
A partir de 1987, Schloss Favourite se ha utilizado para el rodaje del programa de entrevistas nocturno semanal "Nachtcafé" producido por la compañía de radio y televisión SWR. En 2003, se rodó aquí una película de dos partes “Orgullo y pasión” (en alemán: Das unbezähmbare Herz), en la que Bettina Zimmermann, Stefan Jürgens y Sonja Kirchberger interpretaron los papeles principales.